# Basler Herbarien

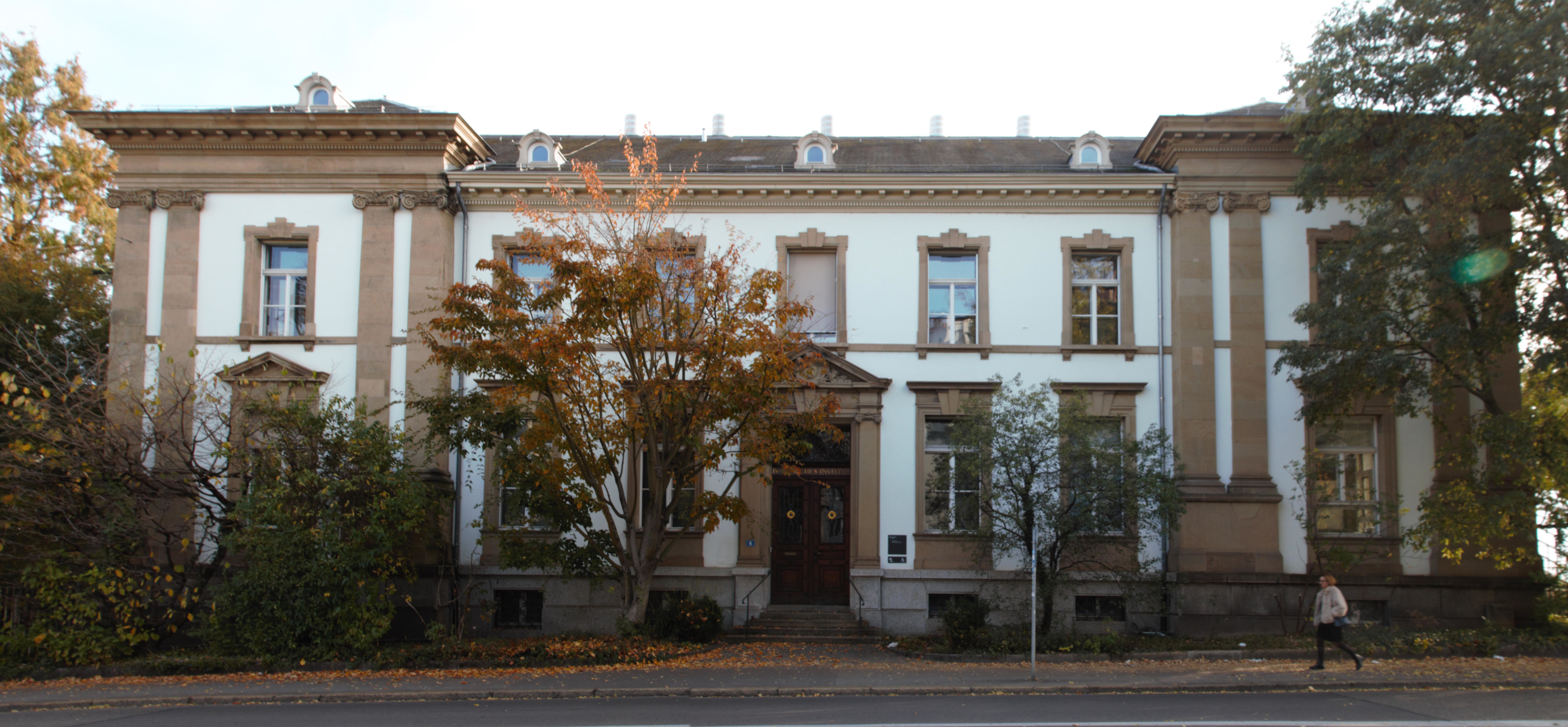
Botanisches Institut, wo das Herbarium des Departements für Umweltwissenschaften der Uni Basel aufbewahrt wird

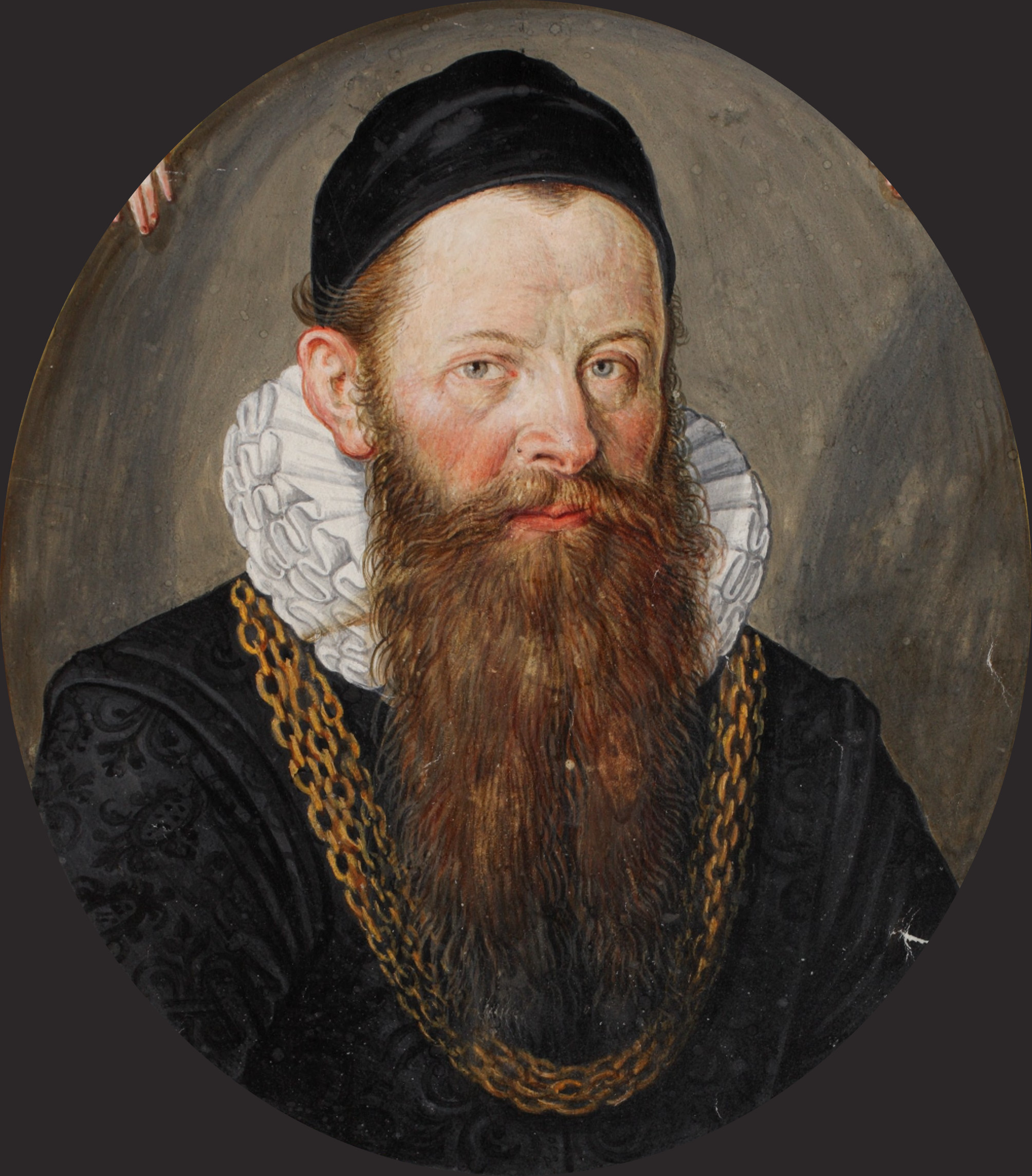
Portrait des Caspar Bauhin von 1598 aus der Basler Rektoratsmatrikel

Die Basler Herbarien setzen sich zusammen aus dem Herbarium der Universität Basel (BAS), dem Herbarium der Basler Botanischen Gesellschaft (BASBG) und dem Orchideenherbarium Jany Renz. Sie sind als Kulturgüter von nationaler Bedeutung verzeichnet. Zusammen umfassen diese Herbarien rund 700'000 Exemplare, davon sind über 300'000 digital erfasst. Sie sind die älteste und drittgrösste Sammlung in der Schweiz.
In einem Herbariumsexemplar ist eine getrocknete Pflanze auf einem Blatt Papier in Archivqualität konserviert und mit Informationen zu ihrer Herkunft (Standort, Lebensraum, Sammeldatum) und zu unkonservierten Charakteristiken wie Farbe, Form und Grösse sowie zum Sammler versehen. Eine unverwechselbare Identifizierung sorgt für sprachunabhängige Eindeutigkeit und Einmaligkeit. Diese getrockene Pflanze mit ihren Angaben sind die wissenschaftlichen Rohdaten der pflanzlichen Biodiversität. Diese dienen in verschiedenen Disziplinen als wissenschaftliche Grundlage.

## Herbarium der Universität Basel (BAS)

### Geschichte
Das Herbarium der Universität Basel ist das älteste der Basler Herbarien. Den Grundstock legte der an der Universität Basel lehrende Arzt und Botaniker Caspar Bauhin. Er sammelte mehr als zwei Drittel der damals bekannten Pflanzen, einschliesslich solcher aus der Neuen Welt. Anders als üblich, presste er die Pflanzen nicht in Buchform. Stattdessen bewahrte er die gepressten und getrockneten Pflanzen in gefalteten Papierbögen auf. Seine Loseblatt-Sammlung bildete die Grundlage für seinen Catalogus plantarum circa Basileam aus dem Jahr 1622. Diese Sammlung stellt eine der frühesten Lokalfloren der Welt dar und dokumentiert Anfänge der binominalen Nomenklatur in der Biologie. Bauhins Herbarium blieb über Generationen in der Familie. In den 1770er Jahren gelangte es dank Albrecht von Haller an Werner de Lachenal. Dieser lehrte ab 1776 Botanik an der Universität Basel und vermachte seine Herbarien der Universität. Ab 1800 baute die Universität mehrere Sammlungen auf. August Binz führte diese zu einer einzigen zusammen. Er war der erste formelle Kurator dieser Sammlung.

### Bestand
Das Herbarium der Universität Basel umfasst mehrere Einzelherbarien.
- Generalherbarium (auch Allgemeines Herbarium) ist eine gemeinsam organisierte Sammlung mit 250'000 Exemplaren aus dem 19. und 20. Jahrhundert. Schwerpunkte sind Flechten, Moose, Farne, Gymnospermen, Dikotyledonen s.l., Monokotyledonen. Der geographische Geltungsbereich ist global mit einem Schwerpunkt auf der Schweiz und Mitteleuropa.
- Das Historische Herbarium setzt sich aus den folgenden Teilherbarien zusammen.
  - Das Herbarium von Caspar Bauhin wurde ab 1579 angelegt und umfasste ursprünglich über 4000 Pflanzenarten, wovon heute noch ungefähr 2'450 Exemplare erhalten sind.[4] Darüber hinaus noch rund 650 Etiketten von Pflanzen, die Binz zu verwerfen meinte. Die Sammlung präsentiert sich als ein Loseblatt-Herbarium mit unmontierten Pflanzen, die im ursprünglichen Folio-Papier aufbewahrt und mit Abbildungen aus verschiedenen Büchern ergänzt sind. Die Pflanzen sind einheitlich mit Artnamen und einigen Synonymen nach Bauhins Pinax von 1623 etikettiert und meistens mit einem Hinweis zur Herkunft (geografischer Name oder Garten und dergleichen) versehen.
  - Das Herbarium von Jakob Hagenbach umfasst 850 Exemplare aus der Schweiz. Die Exemplare sind sorgfältig gepresst und enthalten oft unterirdische Teile. Die Herkunft ist fast immer angegeben.
  - Das Herbarium von Werner de Lachenal enthält vor allem Pflanzen aus der Schweiz, aber auch viele exotische Pflanzen aus botanischen Gärten.
  - Das Herbarium von Johannes Ludwig Buxtorf umfasst etwa 2'000 Belege. Es wurde zu grossen Teilen zu Buxtorfs Studienzeiten in Leiden gesammelt. Das Spezielle an dieser Loseblatt-Sammlung ist, dass man fast immer erfährt, von wem welche Exemplare stammen. So ist dieses Herbarium ein Who-is-Who der wissenschaftlichen Elite der Nordschweiz im 18. Jahrhundert. Darüber hinaus enthält es mehrere wunderschön montierte Exemplare unbekannter Herkunft aus der ersten Hälfte des 18. Jahrhunderts.
  - weitere Herbarien des 18. Jahrhunderts.[5]

Bauhins Herbar als Grundlage wissenschaftlicher Publikationen
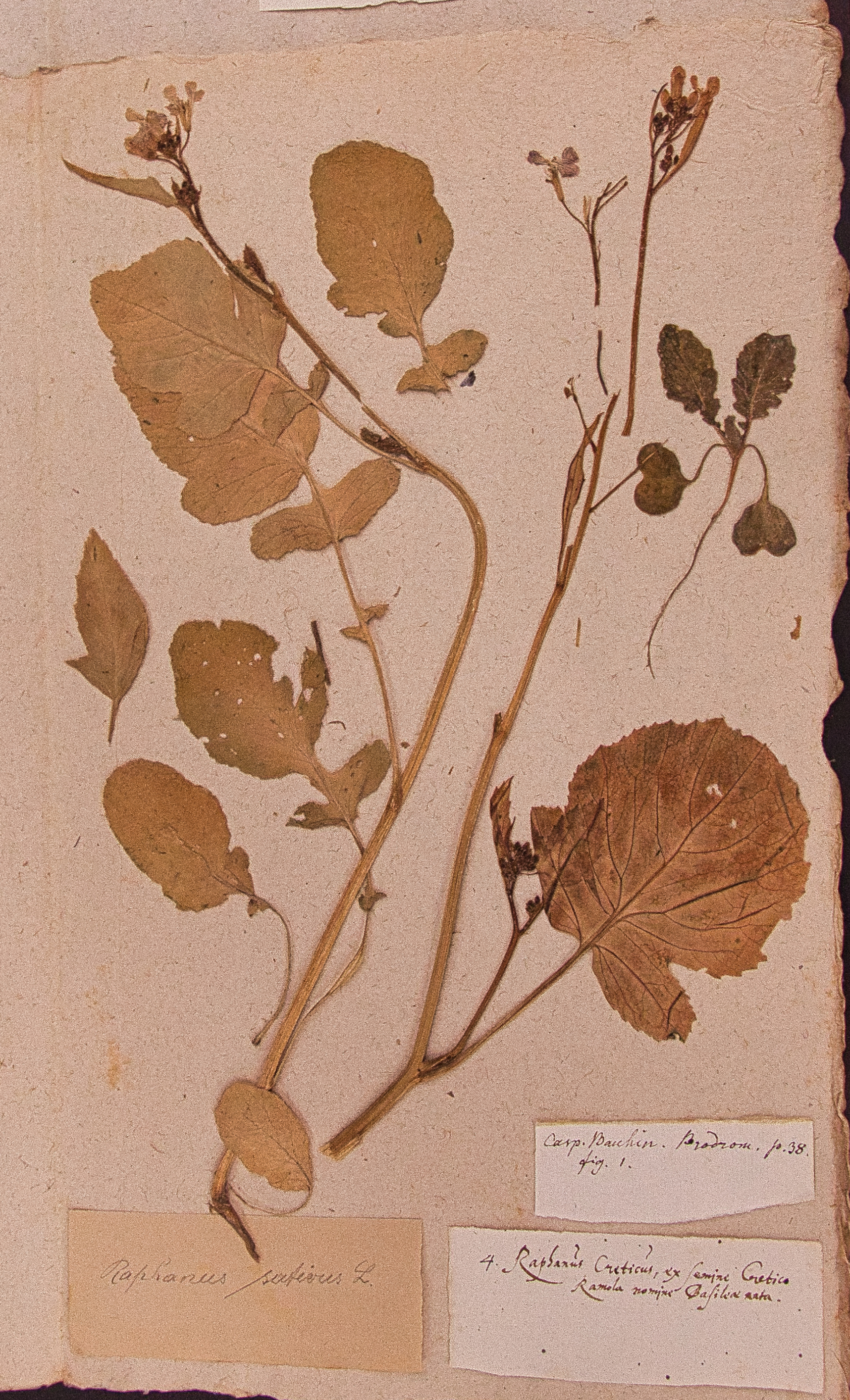
Herbarexemplar von C. Bauhin zum Raphanus sativus, dem Garten-Rettich
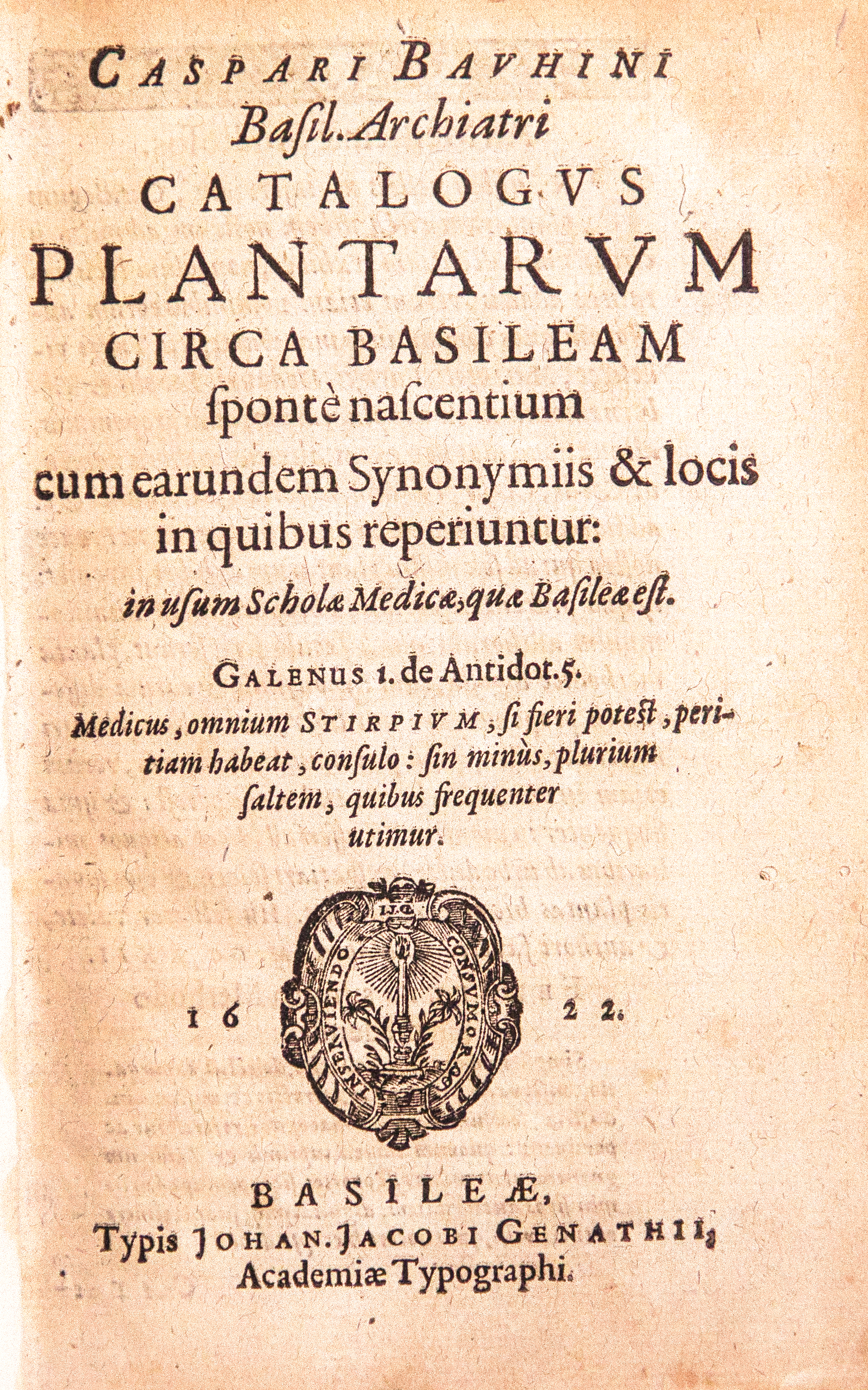
Titelblatt zu Caspar Bauhins Basler Lokalflora von 1622
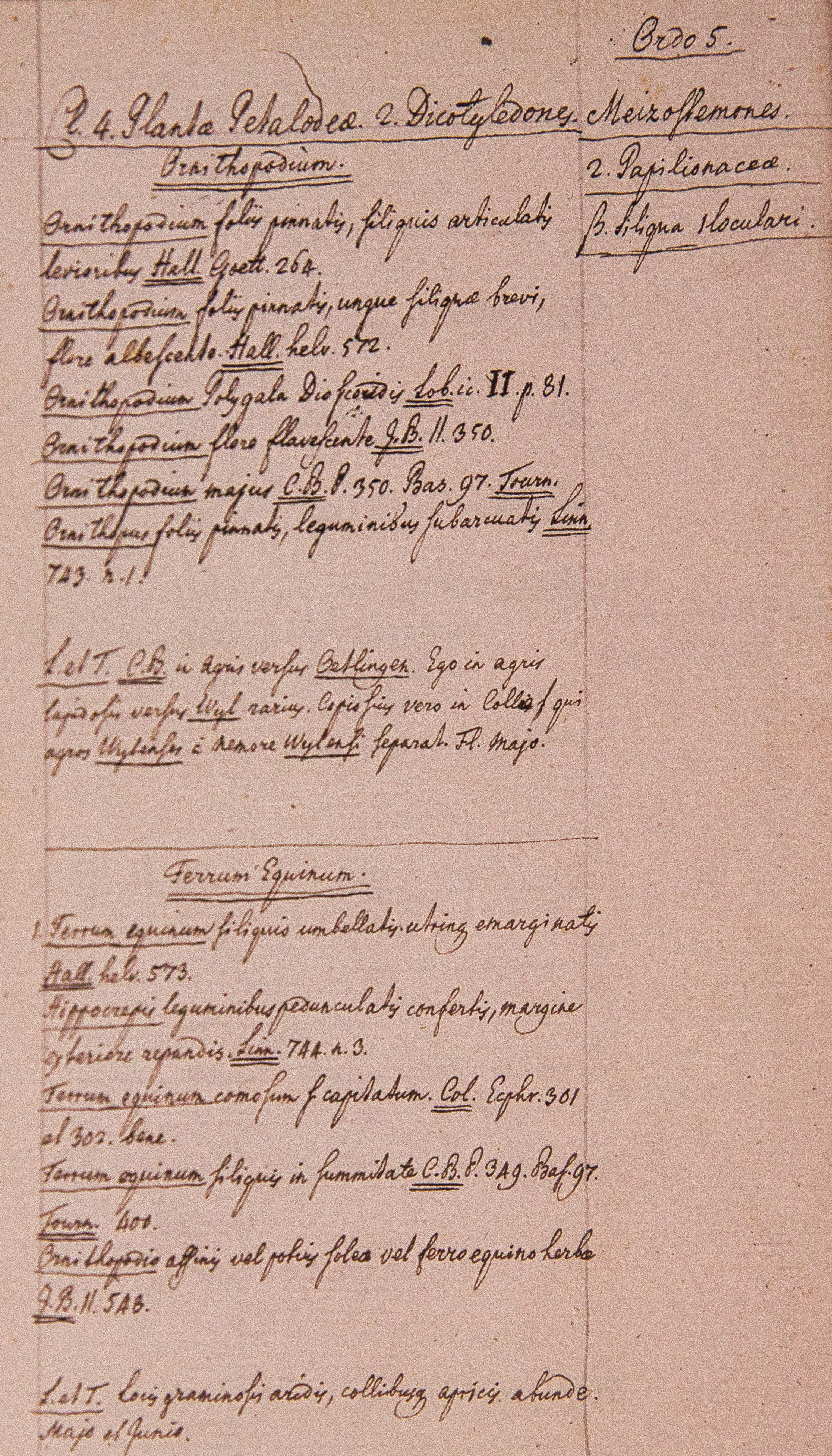
Manuskriptseite aus der Flora Basiliensis (1766) von Werner de Lachenal
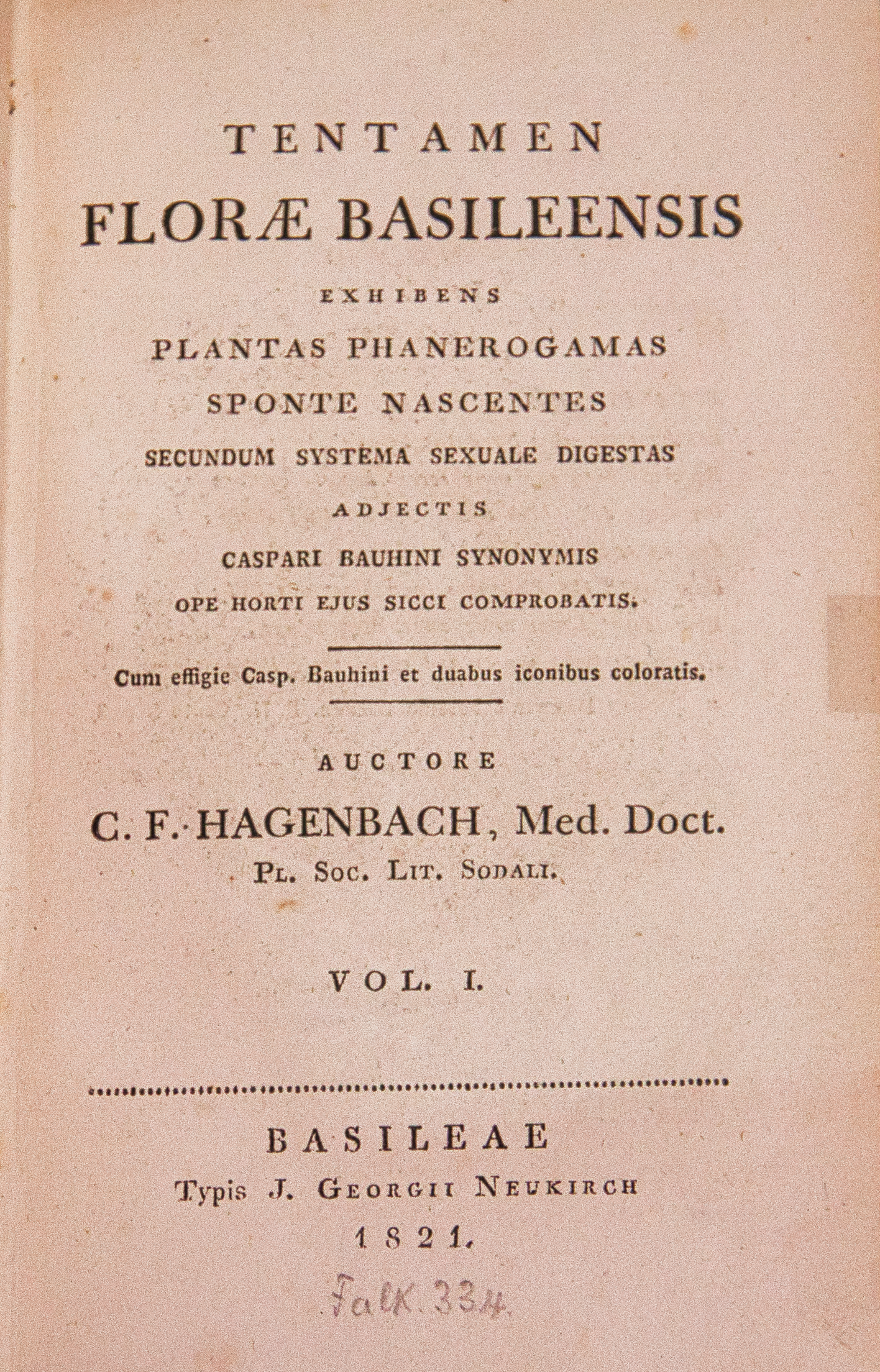
Titelblatt zum 1. Band von Hagenbachs Basler Lokalflora von 1821

## Herbarium der Basler Botanischen Gesellschaft (BASBG)

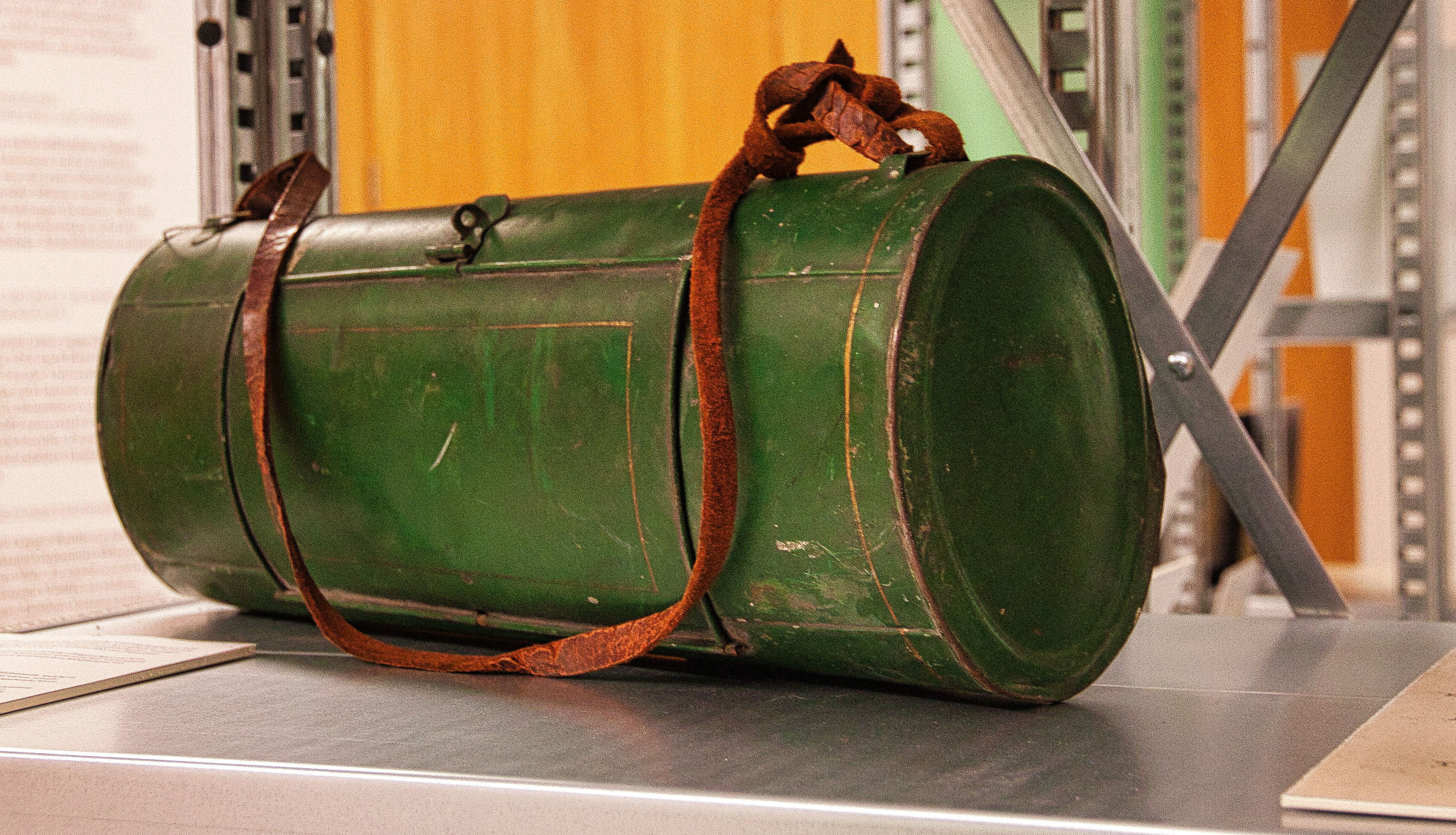
Sammelbüchse für Pflanzen

Das grösste der Basler Herbarien ist die Sammlung der Basler Botanischen Gesellschaft (BASBG) mit rund 350'000 Belegen. Bei ihrer Gründung im Jahr 1952 setzte sich die Gesellschaft unter anderem das Ziel, ein Sammelherbarium zu führen. Das Sammelherbarium systematisiert die privaten Herbarien, aus denen es besteht, nach einem einheitlichen System. Der geografische Geltungsbereich erstreckt sich über Mitteleuropa, den Mittelmeerraum und hier insbesondere die Türkei. Diese Sammlung ist nahezu flächendeckend bebildert und für rund 180'000 Exemplare waren im April 2021 grundlegende Metadaten verfügbar. Das BASBG war zuerst im alten Gärtnerhaus des Botanischen Gartens beim Spaltentor untergebracht, musste dann aufgrund von Bauprojekten mehrmals innerhalb der Stadt umziehen. Aktuell befindet es sich an der Wuhrmattstrasse 13 in Bottmingen, Kanton Basel-Landschaft und ist als Kulturgut von nationaler Bedeutung unter der KGS-Nr. 16821 erfasst. Von Anfang an wurde dem Gesellschaftsherbar eine Fachbibliothek mit Standardwerken zur Systematik und einzelnen Floren und mit zahlreichen Fachzeitschriften zur Seite gestellt. Diese werden heute von der Universitätsbibliothek katalogisiert.

## Orchideenherbarium Jany Renz

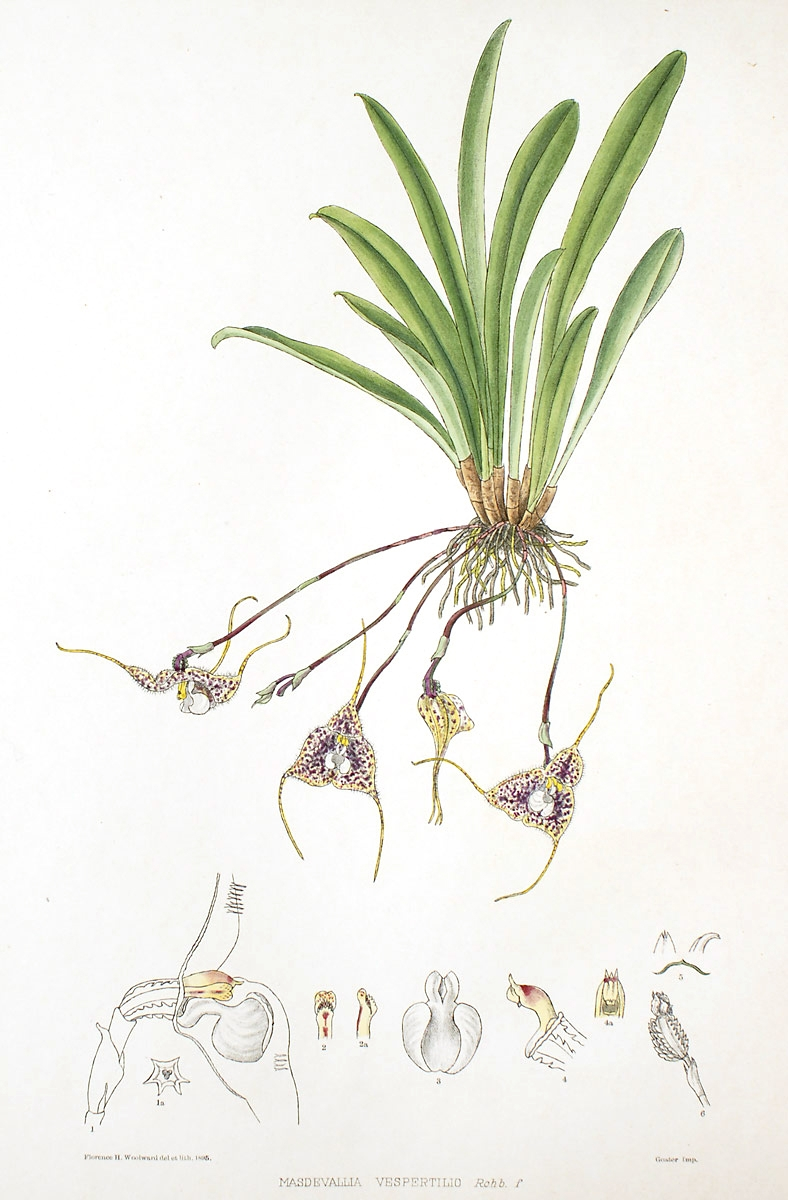
Dracula vespertilio illustriert von Florence H. Woolward, 1896

Diese Sammlung umfasst rund 30'000 prächtige Orchideenpräparate. Sie sind in der Qualität der Präparation und der ästhetischen Präsentation unübertroffen. Das Herbarium stellt die weltweite Orchideenvielfalt in den Vordergrund und ist umfassend digitalisiert und in die World Orchid Iconography Datenbank integriert.
Diese Sammlung entstand dank der Sammeltätigkeit von Jany Renz, einem Griechen, der auf Korfu aufwuchs. Als junger Chemiker begann er in der Forschungsgruppe von Arthur Stoll bei der damaligen Sandoz AG in Basel. Nach dessen Rücktritt übernahm Renz die Leitung der pharmazeutisch-chemischen Forschung und Produktion. Schon in seiner Jugend interessierte er sich für Orchideen, erforschte und beschrieb Orchideen aus dem östlichen Mittelmeerraum. Darüber hinaus war er Spezialist für die globale Verbreitung der Orchideengattung Habenaria, über die er mehrere Teilrevisionen verfasste.
Das Herbarium von Jany Renz umfasst 8'900 Belege aus dem tropischen Amerika, rund 4'030 Belege aus Asien und 3300 aus Europa. Jany Rentsch verstarb 1999. Er hatte seine Orchideensammlung und seine Bibliothek als Legat der Universität Basel vermacht. Seine Sammlung zählt inzwischen rund 20'000 Herbarbelege, darunter über 100 Typusexemplare, 3'000 Buchbände und 5'000 Separata-Drucke sowie seltene handkolorierte Bücher aus dem 19. Jahrhundert. Insgesamt sind rund 36'000 Bilder mit aktualisierter Nomenklatur aus der ganzen Welt abrufbar. In Zusammenarbeit mit der Universität Basel betreut die Schweizerische Orchideenstiftung am Herbarium Jany Renz dieses Legat. Die Herbarbelege wurden digitalisiert und stehen der Forschung und der Öffentlichkeit über die digitale Bilddatenbank World Orchid Iconography (WOI) nach der Registrierung bei facebook zur Verfügung.